# Новогоренское сельское поселение
Новогоренское се́льское поселе́ние — муниципальное образование в Колпашевском районе Томской области Российской Федерации.
Административный центр — деревня Новогорное.

## История
Статус и границы сельского поселения установлены Законом Томской области от 09 сентября 2004 года № 195-ОЗ О наделении статусом муниципального района, поселения (городского, сельского) и установлении границ муниципальных образований на территории Колпашевского района.

## Население
| 2010 | 2012 | 2013 | 2014 | 2015 | 2016 | 2017 |
| ---- | ---- | ---- | ---- | ---- | ---- | ---- |
| 561  | ↘541 | ↘535 | ↘529 | ↘506 | ↘505 | ↘481 |
| 2018 | 2019 | 2020 | 2021 |      |      |      |
| ↘469 | ↘446 | ↘430 | ↘343 |      |      |      |

## Состав сельского поселения
| № | Населённый пункт | Тип населённого пункта          | Население |
| - | ---------------- | ------------------------------- | --------- |
| 1 | Новогорное       | деревня, административный центр | ↘315      |
| 2 | Усть-Чая         | деревня                         | ↘28       |

### Упразднённые населённые пункты
Круглое — упразднённый в 1971 году посёлок.